# تنغ بوتك (توت ندة)
تنغ بوتك (بالفارسية: تنگ پوتک) هي قرية تقع في إيران في قسم توت ندة الريفي. يقدر عدد سكانها بـ 52 نسمة بحسب إحصاء 2016.